# Bischofsplatz (Limburg an der Lahn)

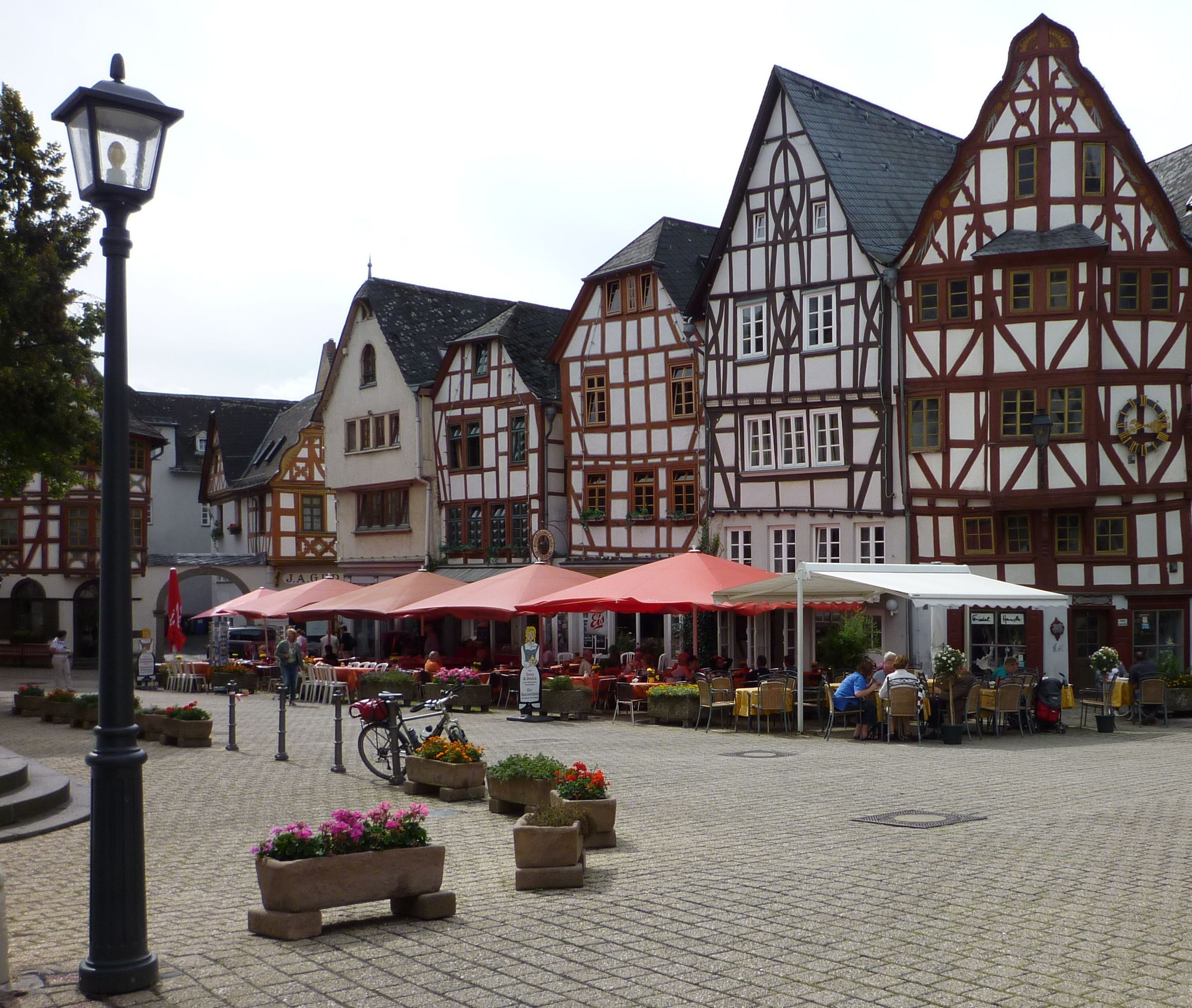
Westseite mit Cafés in den Häusern Bischofsplatz 1, 3, 5, 7, und 9.

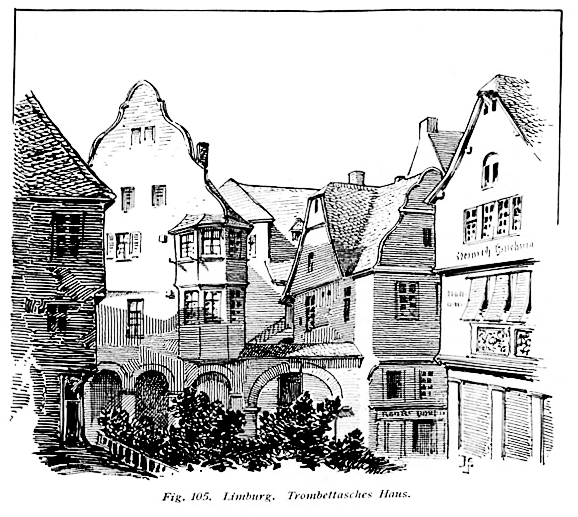
Südseite mit Häusern Frankfurter Straße 1, Trombettakomplex und Bischofsplatz 1 Anfang des 20. Jahrhunderts (Zeichnung von Ferdinand Luthmer)

Der Bischofsplatz ist ein Platz in der Altstadt der mittelhessischen Stadt Limburg an der Lahn im Landkreis Limburg-Weilburg.
Der Platz entstand vermutlich 1322 mit dem Bau der heutigen Stadtkirche (zwischenzeitlich Barfüsserkirche), die für das seit 1232 bestehende Limburger Franziskanerkloster errichtet wurde. Dessen ehemalige Gebäude aus dem 18. Jahrhundert (zwischenzeitlich bischöfliches Palais, heute bischöfliches Ordinariat) und die Kirche begrenzen heute den Platz nach Osten hin. Bis ins 19. Jahrhundert lag vor der Franziskanerkirche noch ein ummauerter Friedhof, vor dem Klosterbau befand sich seit 1636 das erste Limburger Gymnasium.
Nach Süden hin schließt sich die Frankfurter Straße an, die zur Hammerpforte führte, vor der ab dem 14. Jahrhundert die Frankfurter Vorstadt (Hammervorstadt) entstand. Im Ende dieses Jahrhunderts erbauten Eckhaus Frankfurter Straße 1 lebte ab spätestens 1392 der bekannte Stadtschreiber Tilemann Elhen von Wolfhagen; vom 17. bis in die zweite Hälfte des 20. Jahrhunderts wurde das Erdgeschoss als Bäckerei genutzt. Im Südwesten wird der Bischofsplatz durch das große Anwesen der Kaufmannsfamilie Trombetta an der nach Westen abgehenden Fleischgasse begrenzt, dessen Ursprünge ebenfalls auf das 14. Jahrhundert zurückgehen.
Die Westseite bildet eine Gruppe von fünf Fachwerkhäusern aus dem späten 15. bis 17. Jahrhundert, die auf älteren Tonnengewölben errichtet wurden. Während das Eckhaus Bischofsplatz 9 (Haus Byron) seit dem Ende des 14. Jahrhunderts belegt ist, sind die Häuser Bischofsplatz 1, Bischofsplatz 3 und Bischofsplatz 5 erst für das 17. Jahrhundert nachgewiesen.
Nördlich des Hauses Bischofsplatz 9 geht die Barfüßerstraße nach Westen ab, nach Norden schließt die Bergstraße an. Deren Einmündung wird gesäumt von den Eckhäusern Bergstraße 1 und Bischofsplatz 6. Eine Bebauung der Parzellen ist seit dem frühen 15. Jahrhundert nachgewiesen, die heutigen Gebäude stammen aus dem 16. und 18. Jahrhundert und sind verputzt, so dass ihr Fachwerk nicht freiliegt. Das Haus Bischofsplatz 6 begrenzt zusammen mit dem Haus Kirchgasse 1 den Bischofsplatz nach Norden, zwischen letztgenanntem und der Stadtkirche geht die Kirchgasse nach Osten in Richtung Rossmarkt ab.
Der Bischofsplatz gehört zur Gesamtanlage Altstadt und Frankfurter Vorstadt und steht somit unter Denkmalschutz. Zudem sind alle anliegenden Häuser eigenständig Kulturdenkmäler nach dem hessischen Denkmalschutzgesetz.